# Tadeusz Śliwiński (malarz)
Tadeusz Śliwiński (ur. 1937, zm. 12 marca 2023) – polski malarz i wykładowca akademicki.

## Życiorys
11 grudnia 2003 uzyskał tytuł profesora sztuk plastycznych. Był profesorem w Akademii Sztuk Pięknych im. Władysława Strzemińskiego w Łodzi, oraz kierownikiem w Katedrze Kształcenia Ogólnoplastycznego na Wydziale Tkaniny i Ubioru Akademii Sztuk Pięknych im. Władysława Strzemińskiego w Łodzi.
Pochowany na cmentarzu rzymskokatolickim św. Rocha na Radogoszczu.